# Sidney Samson
Sidney Samson (Amsterdam, 2 oktober 1981) is een Nederlands diskjockey en dancemuzikant.

## Levensloop
Samson begon op veertienjarige leeftijd met dj'en, vooral op hiphopmuziek en r&b, voordat hij serieus begon te werken met housemuziek. Hij is dj in onder andere The Matrixx, een grote Nederlandse nachtclub. Hij bracht Bring That Beat Back en It's All Funked Up uit op de labels Digidance en Spinnin' Records.
Zijn nummer Riverside bereikte de veertiende plaats in de Nederlandse Top 40, nummer acht in de Nederlandse Single Top 100 en nummer dertien in de Vlaamse Ultratop 50. In de Australische ARIA Charts behaalde het nummer de tiende positie en in de UK Singles Chart behaalde het zelfs de tweede positie.
Met Eva Simons maakte hij een aantal nummers: Celebrate the Rain, Policeman, Bludfire en Escape from Love. Met de Franse producer DJ Gregory maakte hij de track Dama S Salon (2010).

## Discografie

### Singles
| Single met eventuele hitnotering(en) in de Nederlandse Top 40 | Datum van verschijnen | Datum van binnenkomst | Hoogste positie | Aantal weken | Opmerkingen                                           |
| ------------------------------------------------------------- | --------------------- | --------------------- | --------------- | ------------ | ----------------------------------------------------- |
| Nobody Rock!                                                  | 2006                  | -                     |                 |              | Nr. 62 in de Single Top 100                           |
| What Do You Want Papi                                         | 2007                  | -                     |                 |              | met Gregor Salto / Nr. 33 in de Single Top 100        |
| You Don't Love Me (No, No, No)                                | 2008                  | 16-02-2008            | tip7            | -            | met Skitzofrenix / Nr. 32 in de Single Top 100        |
| Pump Up The Stereo                                            | 2008                  | 05-07-2008            | tip9            | -            | met MC Stretch / Nr. 68 in de Single Top 100          |
| Today                                                         | 2008                  | -                     |                 |              | met Joni / Nr. 49 in de Single Top 100                |
| Riverside                                                     | 16-01-2009            | 21-03-2009            | 14              | 10           | Nr. 8 in de Single Top 100                            |
| Shut Up & Let It Go                                           | 25-06-2009            | 24-10-2009            | tip7            | -            | met Lady Bee / Nr. 75 in de Single Top 100            |
| Fill U Up                                                     | 2010                  | 22-05-2010            | tip5            | -            | met Sicerow / Nr. 49 in de Single Top 100             |
| Better Than Yesterday                                         | 2012                  | 20-10-2012            | tip2            | -            | met will.i.am / Nr. 84 in de Single Top 100           |
| Bubbels                                                       | 2013                  | -                     |                 |              | met Yes-R / Nr. 98 in de Single Top 100               |
| Celebrate The Rain                                            | 2014                  | 08-03-2014            | tip7            | -            | met Eva Simons / Nr. 25 in de Single Top 100          |
| Bludfire                                                      | 2015                  | 12-12-2015            | 30              | 7            | met Eva Simons                                        |
| Escape From Love                                              | 2016                  | 11-06-2016            | tip20           | -            | met Eva Simons                                        |
| Boss Like That                                                | 2018                  | -                     |                 |              | met Sjaak & 3robi / Nr. 87 in de Single Top 100       |
| 1 Op Jou                                                      | 2018                  | -                     |                 |              | met Sjaak & Lil' Kleine / Nr. 54 in de Single Top 100 |

| Single met hitnotering(en) in de Vlaamse Ultratop 50 | Datum van verschijnen | Datum van binnenkomst | Hoogste positie | Aantal weken | Opmerkingen   |
| ---------------------------------------------------- | --------------------- | --------------------- | --------------- | ------------ | ------------- |
| Riverside                                            | 2009                  | 15-08-2009            | 13              | 13           |               |
| Mutate                                               | 2012                  | 05-01-2013            | tip80           | -            | met Lil Jon   |
| Better Than Yesterday                                | 2013                  | 02-03-2013            | tip45           | -            | met will.i.am |